# 브릴 엠볼로
브릴 도날드 엠볼로(Breel Donald Embolo, 1997년 2월 14일 ~ )는 리그 1에 소속되어 있는 팀인 모나코에서 활약하고 있는 스위스의 축구 선수이다. 2015년 3월 31일 미국과의 친선 경기에서 스위스 축구 국가대표팀에 데뷔하였으며, UEFA 유로 2016 최종 엔트리에도 이름을 올렸다.

## 수상

### 클럽
바젤
- 스위스 슈퍼리그: 2013–14, 2014–15, 2015–16
- 스위스컵 준우승: 2014–15
- U16 스위스: 2011–12

### 개인
- FC 바젤 올해의 유망주: 2013